# Sint-Agathakerk (Beverwijk)
De Sint-Agathakerk is een rooms-katholieke kerk in het centrum van Beverwijk in de Nederlandse provincie Noord-Holland. De kerk werd ontworpen door Joseph en Pierre Cuypers jr. en werd in 1924 voltooid.

## Geschiedenis
De kerk heeft meerdere voorgangers gekend. Het eerste pand waarin Sint Agatha vereerd werd was een kapel welke in 885 ingewijd werd. In 1203 werd de eerste kerk in romaanse stijl gebouwd. Rond 1400 werd deze vervangen door een gotische kerk. Deze kerk is in 1576 overgegaan in de handen van de hervormden. Rond 1840 werd een nieuwe katholieke kerk aan de Peperstraat gebouwd, ter vervanging van een schuilkerk. De huidige kerk is gebouwd ter vervanging van haar te klein geworden voorgangster. De kerk heeft sinds 2003 ook de functie van cultureel centrum gekregen. De kerk is sinds 27 juni 1995 aangewezen als rijksmonument en op 15 september dat jaar als zodanig ingeschreven onder het nummer 492352.

## Exterieur
De kerk is gebouwd in een expressionistische bouwstijl waarin invloeden uit de byzantijnse en de vroegchristelijke architectuur zijn verwerkt. De architecten waren Joseph en zijn zoon Pierre Cuypers jr. De kerk wordt gevormd door een grote achtzijdige koepel met daaromheen een krans van straalkapellen, die ook allen gevormd zijn als koepels. De hoofdkoepel is in 1958 verhoogd met een uivormige spits met torenkruis. Deze is ter vervanging gekomen van een paraboolvormige bekroning met een lantaarn.
De hoofdkoepel wordt geflankeerd door acht kleinere koepels, vier zijn er groter en vier kleinere. De vier grotere koepeltjes bevatten zijkapellen. De kapellen zijn ter breedte van een van de acht zijdes en bevinden zich op de hoofdassen van de kerk. De vier kapellen sluiten telkens twee kleinere kapellen in.

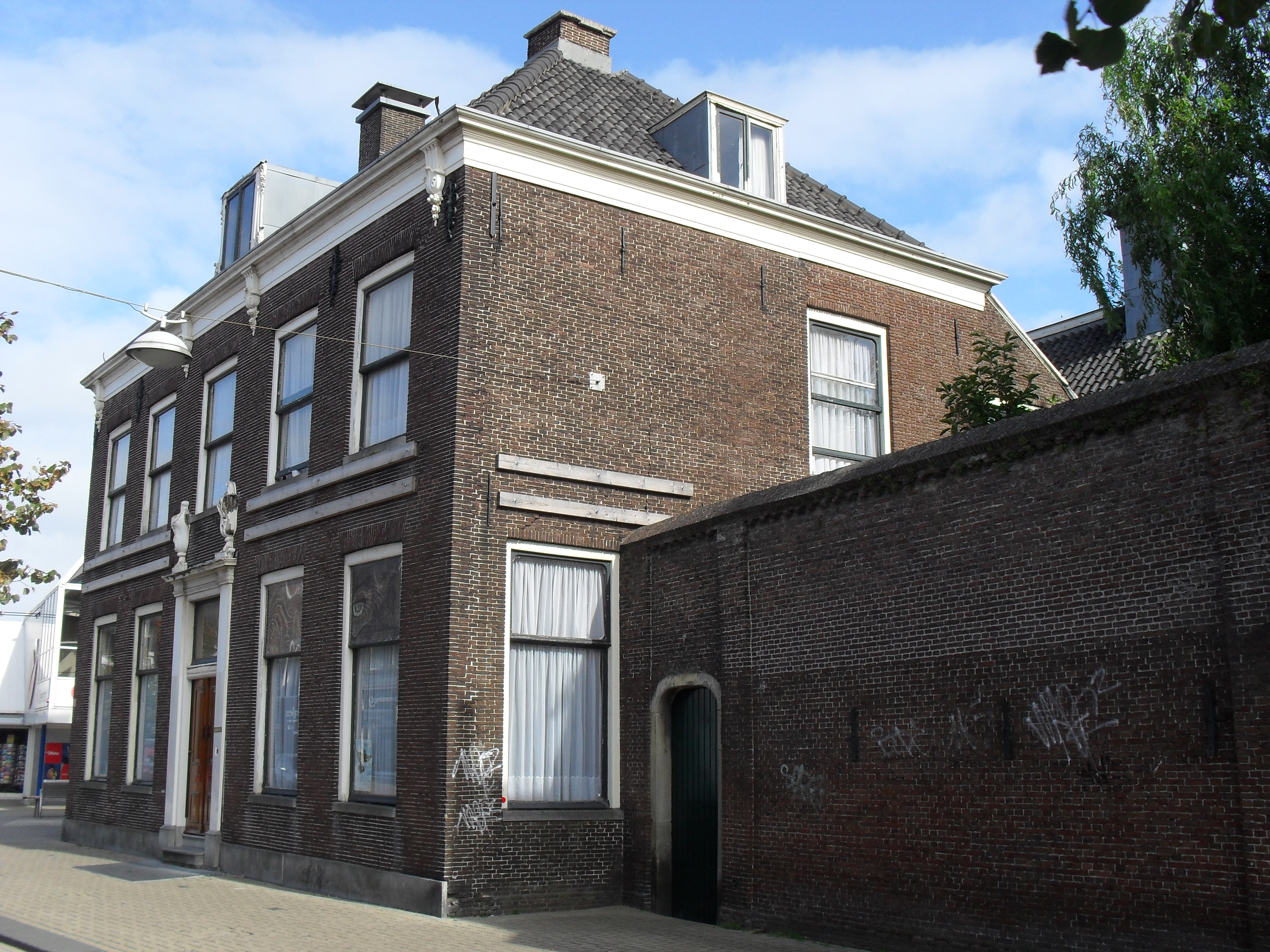
Pastorie

De tuin van de kerk ligt in wat vroeger de tuin van de pastorie was. De pastorie is ouder (dateert van omstreeks 1750) en werd al eerder beschermd als rijksmonument onder nummer 9445.

## Interieur

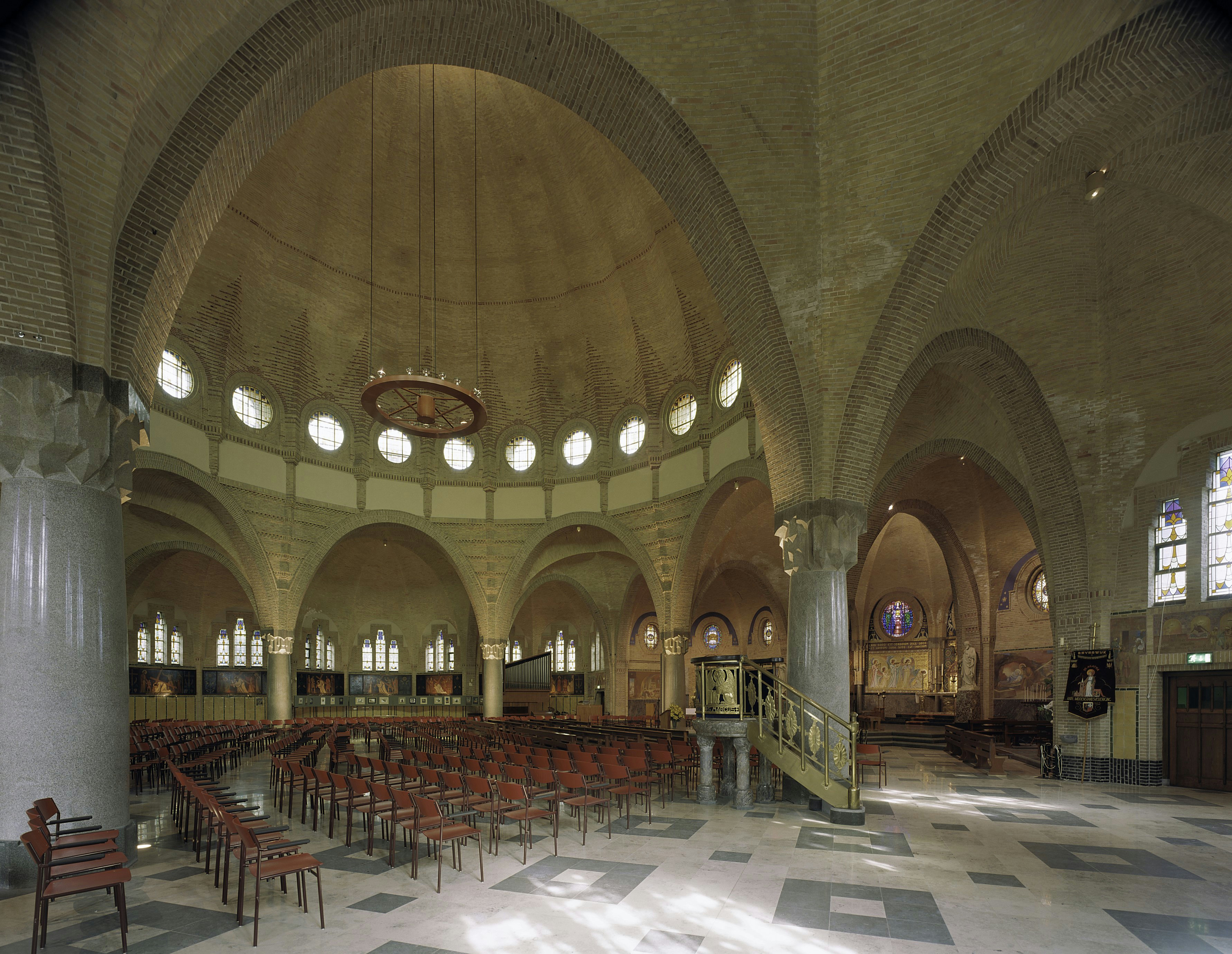
Interieur

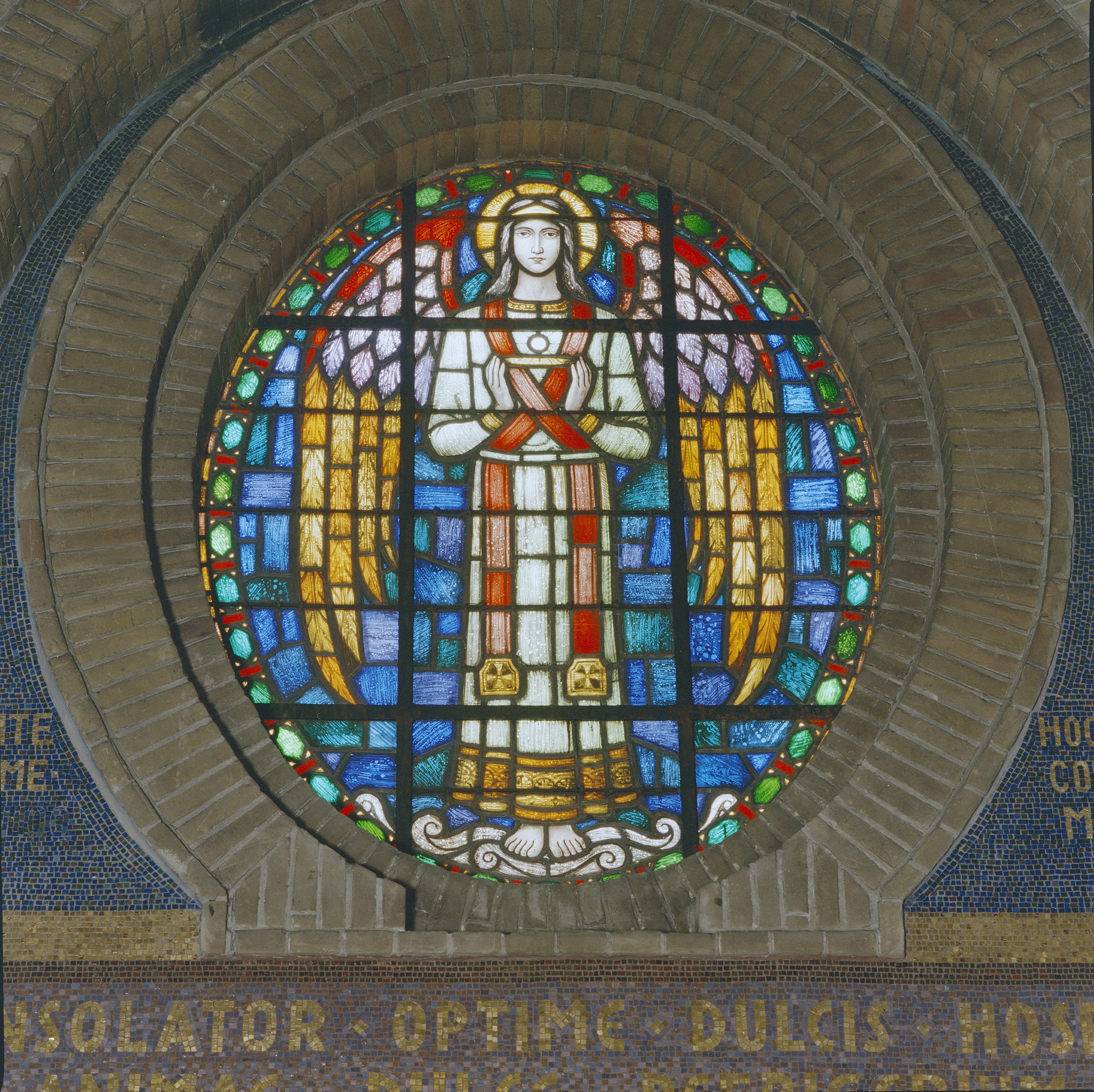
Raam

Het oorspronkelijke interieur is grotendeels ontworpen door L. T. C. Lourijsen. Hij ontwierp in 1925 het hoofdaltaar, de ramen, de mozaïeken en de kruiswegstaties en in 1931 de preekstoel. In 1965 is het interieur aangepast, omdat het altaar op een verhoging onder de hoofdkoepel werd geplaatst. Dat jaar werden ook de kerkbanken vernieuwd.
De koepel wordt gedragen door een ring van gewapend beton, deze ring heeft aan de bovenzijde een bloktandlijst en wordt gedragen door acht gepolijste granieten zuilen. De zuilen zijn verder versierd met geometrische natuurstenen kapitelen. Tussen de zuilen zijn paraboolvormige scheidingsbogen geplaatst. De gewelfzwikken zijn versierd met muizentandfriezen, die over de schalken doorlopen.
Aan de oostzijde van de kerk bevindt zich het priesterkoor. In het priesterkoor ligt een rode tegelvloer met daarin zwarte en witte tegels, deze tegels zijn in kruisvormen gelegd. De vloer, inclusief de ingelegde kruisvormen van afwijkende kleuren, is origineel. De vloer loopt door naar de Mariakapel en doopkapel. Tevens zijn de drie kapellen voorzien van marmeren lambrisering, neo-Byzantijnse mozaïeken en ovale glas-in-loodramen.
Het orgel, vermoedelijk uit de periode 1920-1929 heeft geen monumentale status. Dit geldt ook voor het carillon, dat is in 1958 geplaatst en telt 49 klokken.
De vloer in de kerk is niet origineel, maar wel in de stijl van het origineel.
Het oudste voorwerp in de kerk is een Mariabeeld met kind, staande op een maansikkel. Het beeld is vroeg-16e-eeuws en komt waarschijnlijk uit de Nederlands Hervormde kerk van Beverwijk.